# Masafumi Terada
Masafumi Terada (寺田 匡史 Terada Masafumi?), född 10 januari 1994 i Nagasaki prefektur, är en japansk fotbollsspelare.
Terada började sin karriär 2016 i Kagoshima United FC. 2018 flyttade han till Artista Asama.